# Maurizio Gaudino
Maurizio Gaudino [maʊˈrɪtsi̯o ɡaʊˈdiːno] (* 12. Dezember 1966 in Brühl) ist ein ehemaliger deutscher Fußballspieler und -trainer.
Er kam für den SV Waldhof Mannheim, den VfB Stuttgart, Eintracht Frankfurt und den VfL Bochum auf insgesamt 294 Bundesligaspiele. Mit dem VfB wurde er 1992 Deutscher Meister.

## Karriere

### Im Verein
Gaudino, dessen Eltern aus der Region Kampanien in Italien nach Deutschland einwanderten, lernte das Fußballspielen bei der TSG Rheinau und wechselte 1980 zu Waldhof Mannheim in die B-Jugend. Sein erstes Spiel als Profifußballer bestritt er 1984. Mit einer roten Karte im Spiel gegen Eintracht Braunschweig im Alter von 17 Jahren und 271 Tagen hält er den Rekord als jüngster Spieler in der Bundesliga, der des Feldes verwiesen wurde. Er wechselte 1987 zum VfB Stuttgart, mit dem er 1992 Deutscher Meister wurde. 1993 schloss er sich Eintracht Frankfurt an. Nach überzeugenden Leistungen berief ihn Berti Vogts erstmals in die deutsche Fußballnationalmannschaft. 1994 verweigerte er zusammen mit seinen Mannschaftskollegen Anthony Yeboah und Jay-Jay Okocha ein Sondertraining beim Frankfurter Cheftrainer Jupp Heynckes und das anschließende Bundesligaspiel, was die Suspendierung von Yeboah und Gaudino zur Folge hatte. Nach seiner Suspendierung wurde Gaudino Anfang 1995 für 200.000 GBP an den englischen Erstligisten Manchester City ausgeliehen; dort kam er zu 21 Einsätzen, bei denen er vier Tore erzielte.
Nach seiner Rückkehr zur Eintracht wurde er nach einem halben Jahr erneut verliehen, diesmal an CF América Ciudad de México. Noch einmal kehrte er für eine Saison nach Frankfurt zurück und bestritt für die Eintracht, die erstmals abgestiegen war, 32 Spiele in der 2. Fußball-Bundesliga und erzielte dabei neun Tore. 1997 wechselte er zum FC Basel in die Schweizer Nationalliga A. Nach einem Jahr kehrte er für eine Saison beim VfL Bochum in die Bundesliga zurück.
Er wechselte schließlich 1999 zum türkischen Erstligisten Antalyaspor und erzielte dort bis zu seinem vorläufigen Karriereende im Jahr 2002 acht Tore in 55 Spielen. Ein Comeback als Spieler hatte Gaudino in der Oberliga Baden-Württemberg (vierthöchste Spielklasse) in den Spielzeiten 2003/04 und 2005/06 beim SV Waldhof Mannheim, bei dem er seine Profikarriere begonnen hatte.

### In der Nationalmannschaft
Während seiner Zeit bei Waldhof bestritt er sechs Spiele für die deutsche U-21-Fußballnationalmannschaft, für die er zwei Tore erzielte. Von 1993 bis 1994 bestritt Gaudino fünf Länderspiele für die A-Nationalmannschaft. Bei der Fußball-WM 1994 in den USA gehörte er zum Kader des DFB-Teams, wurde aber von Bundestrainer Berti Vogts nicht eingesetzt.

### Nach dem Karriereende
2005 wurde Gaudino Sportdirektor beim SV Waldhof Mannheim, nachdem er dort nach der Freistellung von Eugen Hach von November 2004 bis Januar 2005 als Interimstrainer tätig gewesen war.
2007 trainierte er den Oberligisten SG Sonnenhof Großaspach, bei dem er auch als Betreuer für die Agentur des Spielervermittlers und Großaspacher Mäzens Uli Ferber tätig war.
Gaudino war sportlicher Leiter des Oberligisten SSV Reutlingen 05 (Saison 2015/16) und des Regionalligisten FSV Wacker 90 Nordhausen (Saison 2016/17).

## Persönliches
Im Fernsehfilm Der Schattenmann spielte Gaudino eine kleine Gastrolle.
Wegen Versicherungsbetruges mit als gestohlen gemeldeten Autos 1992/1993 verurteilte ihn das Amtsgericht Mannheim 1996 zu einer Freiheitsstrafe von zwei Jahren, die auf drei Jahre zur Bewährung ausgesetzt wurde. Zudem musste Gaudino eine Geldbuße in Höhe von 180.000 DM bezahlen.
Gaudino ist Inhaber einer Sportmarketing-Agentur. Sein Sohn Gianluca (* 1996) ist ebenfalls Fußballprofi.